# Napels (stad)
Napels (Italiaans: Napoli; Napolitaans: Napule) is een havenstad, de derde stad van Italië, en de grootste van de Mezzogiorno (Zuid-Italië). Napels is tevens hoofdstad van de regio Campanië (Campania) en van de metropolitane stad Napels. De gemeente telde 909.048 inwoners op 31 juli 2022. De Napolitaanse agglomeratie heeft circa 4,4 miljoen inwoners.
Napels heeft een rijke geschiedenis, kunst en cultuur, wereldberoemde gastronomie. De stad werd reeds gesticht in het 1e millennium v.Chr. door Griekse kolonisten. Later zou het een belangrijke stad in het Romeinse Rijk zijn. Van de 13e tot in de 19e eeuw was het de hoofdstad van het Koninkrijk Napels. In de 19e eeuw speelde Napels een hoofdrol in de Italiaanse eenwording. De stad heeft een groot historisch centrum dat deels Werelderfgoed is. Het Napolitaans, het plaatselijke dialect, wijkt dermate af van het Italiaans dat het volgens sommige taalkundigen met meer recht een taal op zich zou kunnen worden genoemd (vergelijkbaar met bijvoorbeeld de positie van het Catalaans in Spanje).

## Geschiedenis
Deze van oorsprong oud-Griekse stad werd gesticht door inwoners van Rhodos in de 8e eeuw v.Chr. en werd aanvankelijk Parthenope of Palaeopolis (Oude Stad) genoemd. De kolonisten uit de nabij gelegen Griekse kolonie Cumae drongen meer en meer binnen en stichtten er een tweede stad (5e eeuw v.Chr.), welke (Grieks:) Νέα Πόλις - Néa Pólis (nieuwe stad) werd genoemd. Neapolis werd een van de belangrijkste steden van Magna Graecia, het Griekstalige zuiden van Italië en daarmee een van de culturele vormers van het vroege Rome. Het antieke stratenplan is nog steeds terug te vinden in het historische centrum (de oeroude straat Spaccanapoli en de Via dei Tribunali). Eens in de vijf jaar hield Neapolis spelen op de traditionele Griekse manier: een afwisseling van atletiekwedstrijden en wedstrijden in muziek en poëzie.
Napels werd in de 4e eeuw v.Chr. min of meer gedwongen een bondgenoot van het republikeinse Rome. Gedurende de periode van het Romeinse Rijk bleef Napels een belangrijke stad en werd langzamerhand het Grieks verdrongen door het Latijn, mede door de vele Romeinse koloniën bewoond door veteranen die rond de stad gesticht werden.
Door de uitbarsting van de Vesuvius in de 1e eeuw, die Pompeï verwoestte, werd ook Napels flink beschadigd.
In Napels, in het Castel dell'Ovo, werd Romulus Augustulus, de laatste keizer van het West-Romeinse Rijk, gevangen gehouden, nadat hij in 476 was afgezet. In de zesde eeuw werd Napels veroverd door het Oost-Romeinse Rijk in een poging van Justinianus om het Romeinse Rijk nieuw leven in te blazen. Napels werd een paar jaar later weer veroverd door de Longobarden. In de 8e eeuw en 9e eeuw had de stad veel te lijden van islamitische piraten en belegeringen. De Vikingen kwamen ook steeds vaker op bezoek. Omstreeks 1000 kregen de Normandiërs, oorspronkelijk waren deze ook Vikingen die zich in Normandië vestigden, vaste voet aan de grond in Zuid-Italië en breidden hun bezit vervolgens uit.
In 1039 was het hertogdom Napels het laatste hertogdom dat in de handen van de Normandiërs viel, bij hun oprichting van het koninkrijk Sicilië. In 1224 stichtte keizer Frederik II er de universiteit, die sinds 1987 zijn naam draagt, de Universiteit van Napels Federico II.
In 1266 wees paus Clemens IV het koningschap over het koninkrijk Napels toe aan Karel van Anjou. Deze verplaatste de hoofdstad van Palermo naar Napels. In 1284 werd het koninkrijk in twee delen opgesplitst, maar beide claimden de naam Koninkrijk Sicilië.

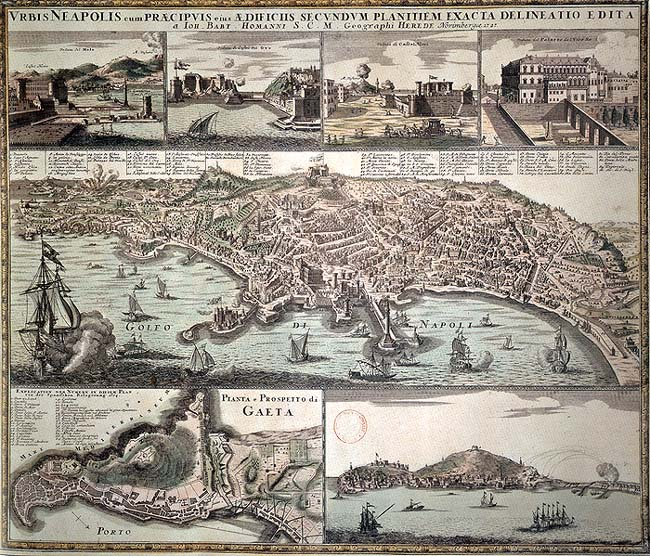
Napels in 1727
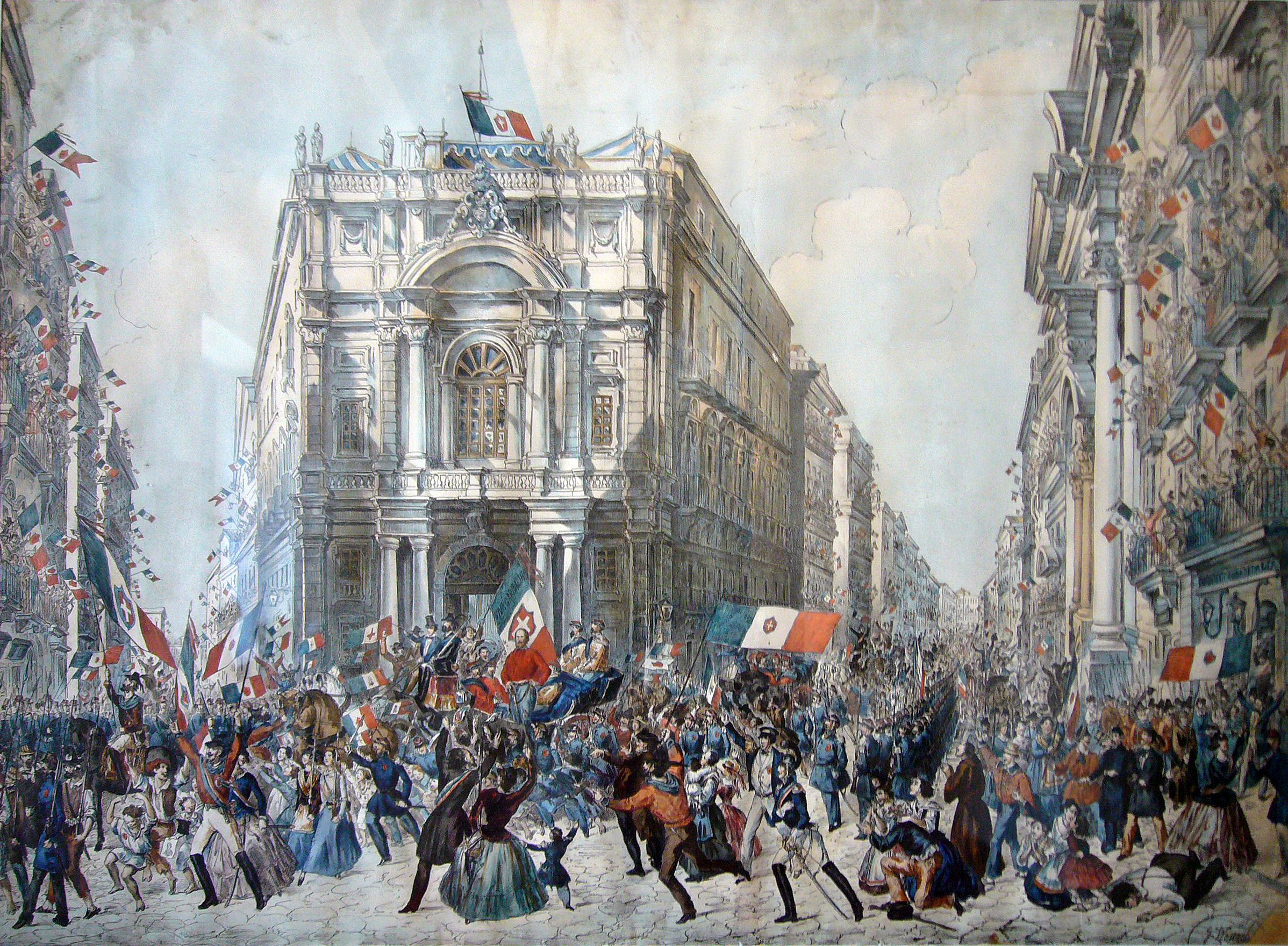
De intocht van Giuseppe Garibaldi in 1860
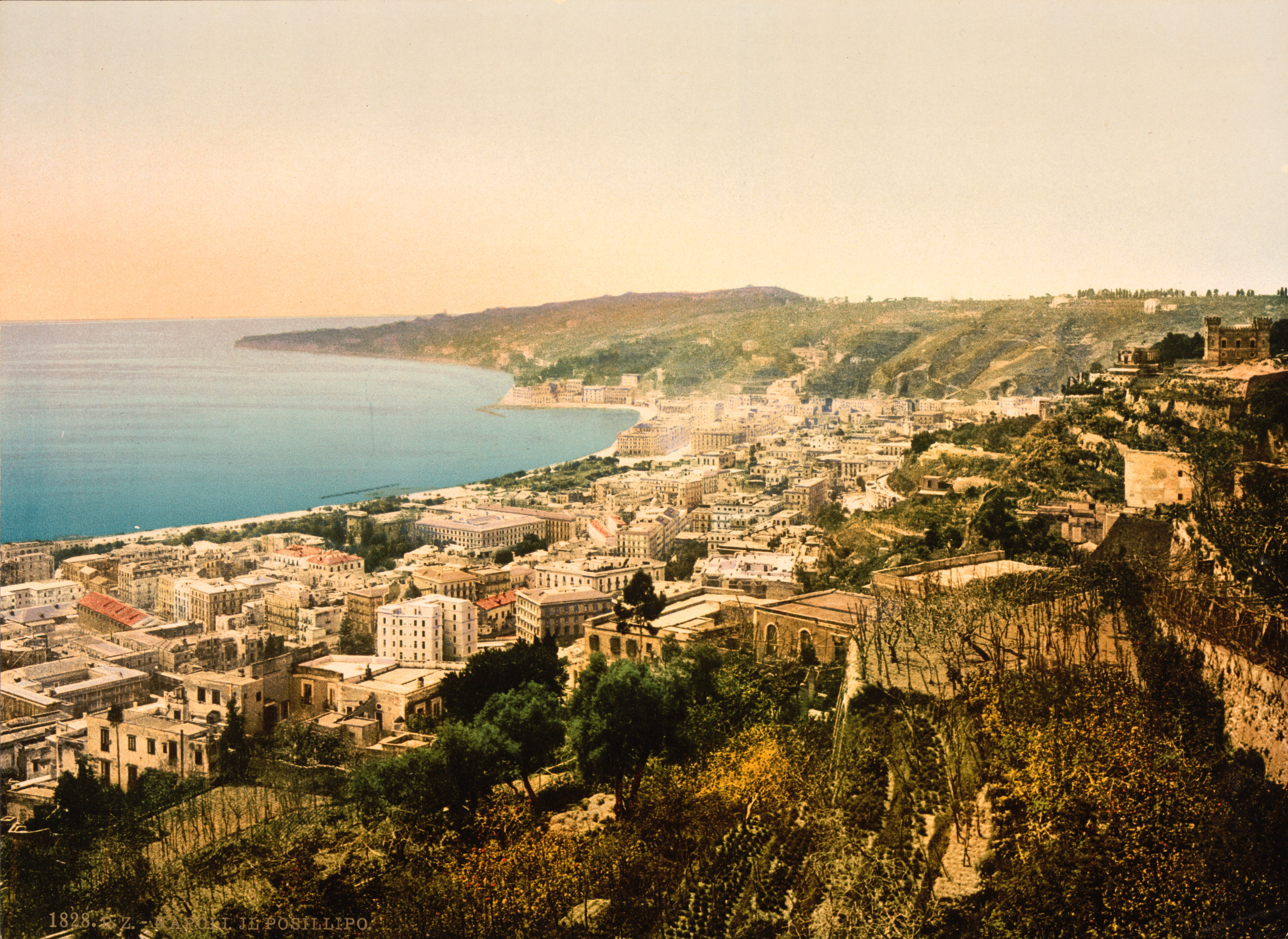
Napels rond 1890

In de vroegmoderne tijd was Napels een van de grootste steden van Europa; al in de 16e eeuw kon de stad bogen op een inwonertal boven de 200.000, evenals Parijs en Constantinopel, en was het een voornaam financieel centrum. Nog in de 18e eeuw was Napels groter dan Rome, Madrid en Amsterdam.
In 1501 veroverden de Spanjaarden het koninkrijk Napels. Van 1647 tot 1648 was Napels het toneel van rebellie tegen de Spanjaarden. Eerst was er de opstand van Masaniello, een visser uit Napels (1647). Masaniello werd bijgestaan door de jurist en priester Giulio Genoino. Later dat jaar werd de revolte grootschaliger en werd zelfs de Koninklijke Republiek Napels uitgeroepen. In 1648 versloeg de Spaanse admiraal Juan II van Oostenrijk de rebellie.
In 1734 herkreeg het zijn onafhankelijkheid onder de verlichte vorst Karel, koning der beide Siciliën ('Carolus Rex Utriusque Siciliarum'), die later als Karel III koning van Spanje werd.
In 1816, na de napoleontische tijd, werd het koninkrijk der Beide Siciliën gevormd. Onder de koningen van het huis Bourbon (Italiaans: Borbone) brak een bloeitijd van industrialisatie aan.
In 1860 is het voorgoed afgelopen met de Bourbons: de Garibaldijnen vallen het koninkrijk binnen en veroveren het. In oktober 1860 bevestigt een dubieuze volksraadpleging het einde van het koninkrijk. Napels is geen hoofdstad meer.
Er ontstaat een grote kapitaalvlucht naar het noorden. Door deze verdwijning van kapitaal werd er niet meer geïnvesteerd in de Napolitaanse industrie. Deze verloor steeds meer terrein aan de opbloeiende industrie in Noord-Italië of verhuisde naar het noorden en een groot deel van de stad verarmde. Dit was overigens eveneens het geval in heel Zuid-Italië. Tot op de dag van vandaag is de driehoek Turijn - Genua - Milaan het economische zwaartepunt van Italië terwijl het zuiden van het land door de noordelingen als achterlijk gebied wordt beschouwd. Uit dezelfde tijd stamt de Napolitaanse maffia, de Camorra, die door de verpaupering van de bevolking de wind in de zeilen kreeg.
Op 7 april 1906 barstte de Vesuvius uit en richtte in Napels grote schade aan. Daarna waren er nog twee uitbarstingen van de Vesuvius: in 1931 en in 1944. Daarna is het stil gebleven.
In 1943 bevrijdde Napels zich van nazi-Duitsland tijdens een vrijheidsopstand, die bekend staat als de Vier Dagen van Napels. Na 1945, toen de repressieve fascisten, die de maffia flink beteugeld hadden, verdwenen waren, kon de Camorra zijn tentakels ook uitslaan naar de buitenwereld. De buurt Spaccanapoli in het centrum van Napels, genoemd naar een smalle straat die deze buurt in tweeën snijdt, ademt in die zin een heel bijzondere sfeer. Het leven wordt hier grotendeels bepaald door de onderlinge concurrentiestrijd van de verschillende maffiaclans betreffende de afpersings-'industrie' en drugshandel. Ondanks vele pogingen van de autoriteiten slagen deze er tot nu toe niet in om de Camorra ernstig te verzwakken. Deze maakt veelal gebruik van de corruptie die welig tiert in Napels om hun zaken te beschermen tegen overheidsbemoeienis.
Eind 2007 ontstond er een grote vuilniscrisis in Napels. Maandenlang werd het vuilnis niet opgehaald en bleef het in de straten liggen. Vuilnismannen kondigden aan dat ze het afval nergens meer kwijt konden. Het steeds terugkerende probleem wordt veroorzaakt door slecht bestuur, het verzet van omwonenden tegen het openen van nieuwe stortplaatsen en afvalverwerkingsinstallaties en de infiltratie door de maffia van de ophaaldiensten. Het kabinet-Berlusconi IV had het oplossen van deze crisis tot een van zijn prioriteiten bestempeld. De crisis kwam tot een hoogtepunt in de zomer van 2008. Nieuwe stortplaatsen werden geopend, evenals een verbrandingsoven. Een gedeelte van het geaccumuleerd vuilnis werd naar een verbrandingsoven in het Duitse Hamburg verscheept. In september 2008 was de crisis deels geluwd, hoewel ook in de volgende jaren de afvalverwerking bij periodes problematisch bleef verlopen. De in 2011 nieuwe burgemeester Luigi de Magistris kwam ook met Afvalverwerking Rijnmond (AVR) uit Rozenburg tot een overeenkomst waarbij vanaf 2012 200.000 ton Napolitaans afval in Nederland werd verwerkt. Anderzijds verwerkt de Camorra in een driehoekige zone van 220 hectare, tussen Napels en Caserta op grote schaal naar Napels geïmporteerd en deels giftig afval, veelal door illegale verbranding. Er is al evidentie van gestegen gezondheidsproblemen ten gevolge van de vervuiling in de streek.

## Geografie
Napels ligt aan zee, aan de noordelijke kustlijn van de Golf van Napels, gelegen in de Tyrreense Zee. Napels is een havenstad aan de westkust van Zuid-Italië. Vanaf de stad ziet men (afhankelijk van de locatie in Napels - over het water) in het oosten de vulkaan Vesuvius, waar aan de voet de ruïnes van Pompeï en Herculaneum liggen. De stad is zeer heuvelachtig te noemen.

### Vulkanisch gebied
De stad ligt in een vulkanisch actief gebied. Het ligt aan de voet van de Vesuvius die in 1944 voor het laatst is uitgebarsten. Deze vulkaan ligt weer in de krater van een oudere vulkaan, de Monte Somma. De Golf van Napels is de caldera van een supervulkaan de westelijke delen van de stad, de Campi Flegrei waar zwavel- en heetwaterbronnen te vinden zijn, behoren ook nog tot deze krater. De grond is langzaam in beweging door het fenomeen bradyseïsme, waarbij het aardoppervlakte in hoogte varieert onder invloed van een onderaardse magmakamer. Hierdoor is de kustlijn in de loop van de eeuwen verandert en zijn delen van de kust onder water gezakt en ook weer boven gekomen. Aan de baai ligt de voormalige luxe Romeinse stad Baia die grotendeels onder water ligt. In Napels worden regelmatig lichte aardbevingen waargenomen. Er liggen plannen klaar om de stad te evacueren wanneer een grote uitbarsting dreigt.

### Wijken
Vanuit administratief oogpunt is de stad ingedeeld in tien gemeentelijke bestuurszones (Municipalità) die elk twee tot zes van deze wijken omvatten. In totaal zijn er dertig wijken. Deze stadsdelen hebben de bevoegdheid van een Italiaanse circoscrizione, maar worden naar plaatselijk gebruik niet als circoscrizione aangeduid maar als municipalità.
| Municipalità 1  | 1. San Ferdinando, 2. Chiaia en 15. Posillipo                                         | De wijken van Napels, met bevolkingsdichtheid in 2009 |
| Municipalità 2  | 3. San Giuseppe, 4. Montecalvario, 5. Avvocata, 10. Mercato, 11. Pendino en 12. Porto | De wijken van Napels, met bevolkingsdichtheid in 2009 |
| Municipalità 3  | 6. Stella en 7. San Carlo all’Arena                                                   | De wijken van Napels, met bevolkingsdichtheid in 2009 |
| Municipalità 4  | 8. Vicaria, 9. San Lorenzo, 16. Poggioreale en 17. Zona Industriale                   | De wijken van Napels, met bevolkingsdichtheid in 2009 |
| Municipalità 5  | 13. Vomero en 14. Arenella                                                            | De wijken van Napels, met bevolkingsdichtheid in 2009 |
| Municipalità 6  | 28. Ponticelli, 29. Barra en 30. San Giovanni a Teduccio                              | De wijken van Napels, met bevolkingsdichtheid in 2009 |
| Municipalità 7  | 24. Miano, 25. Secondigliano en 27. San Pietro a Patierno                             | De wijken van Napels, met bevolkingsdichtheid in 2009 |
| Municipalità 8  | 22. Chiaiano, 23. Piscinola en 26. Scampia                                            | De wijken van Napels, met bevolkingsdichtheid in 2009 |
| Municipalità 9  | 20. Soccavo en 21. Pianura                                                            | De wijken van Napels, met bevolkingsdichtheid in 2009 |
| Municipalità 10 | 18. Bagnoli en 19. Fuorigrotta                                                        | De wijken van Napels, met bevolkingsdichtheid in 2009 |

## Kunst en cultuur

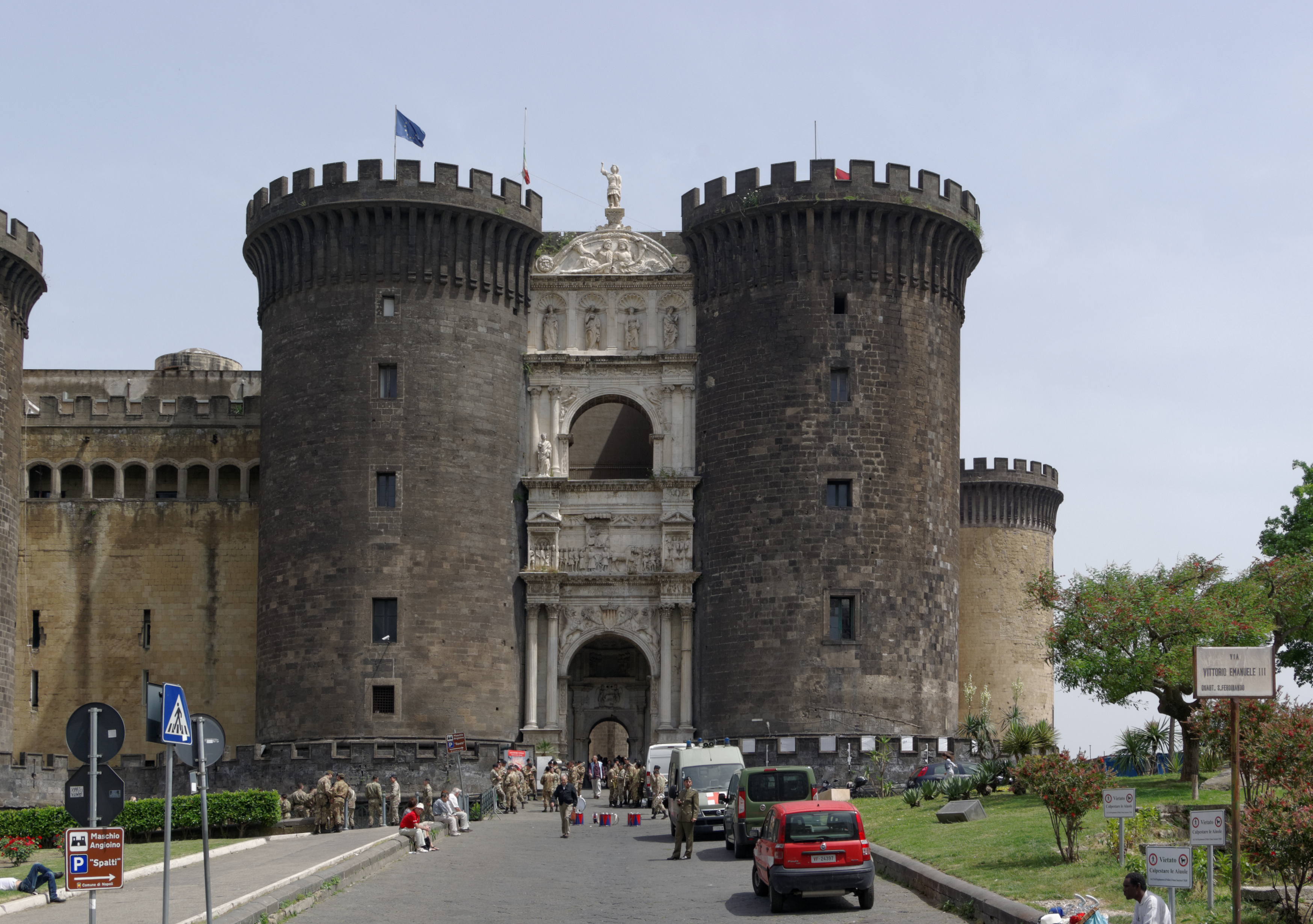
13e-eeuwse Castel Nuovo

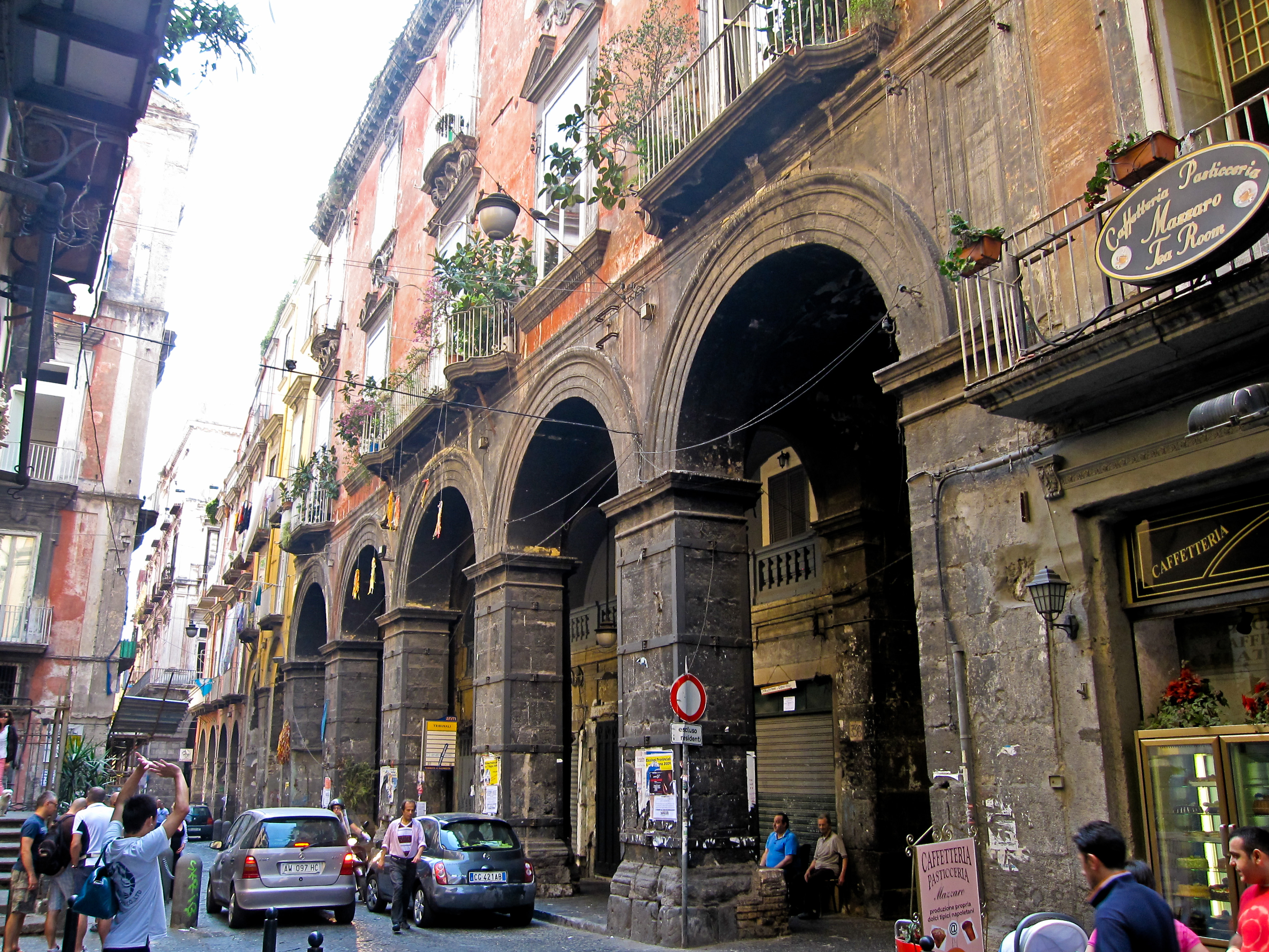
De Via dei Tribunali stamt al uit de Griekse tijd. Hier zijn veel bezienswaardigheden te vinden

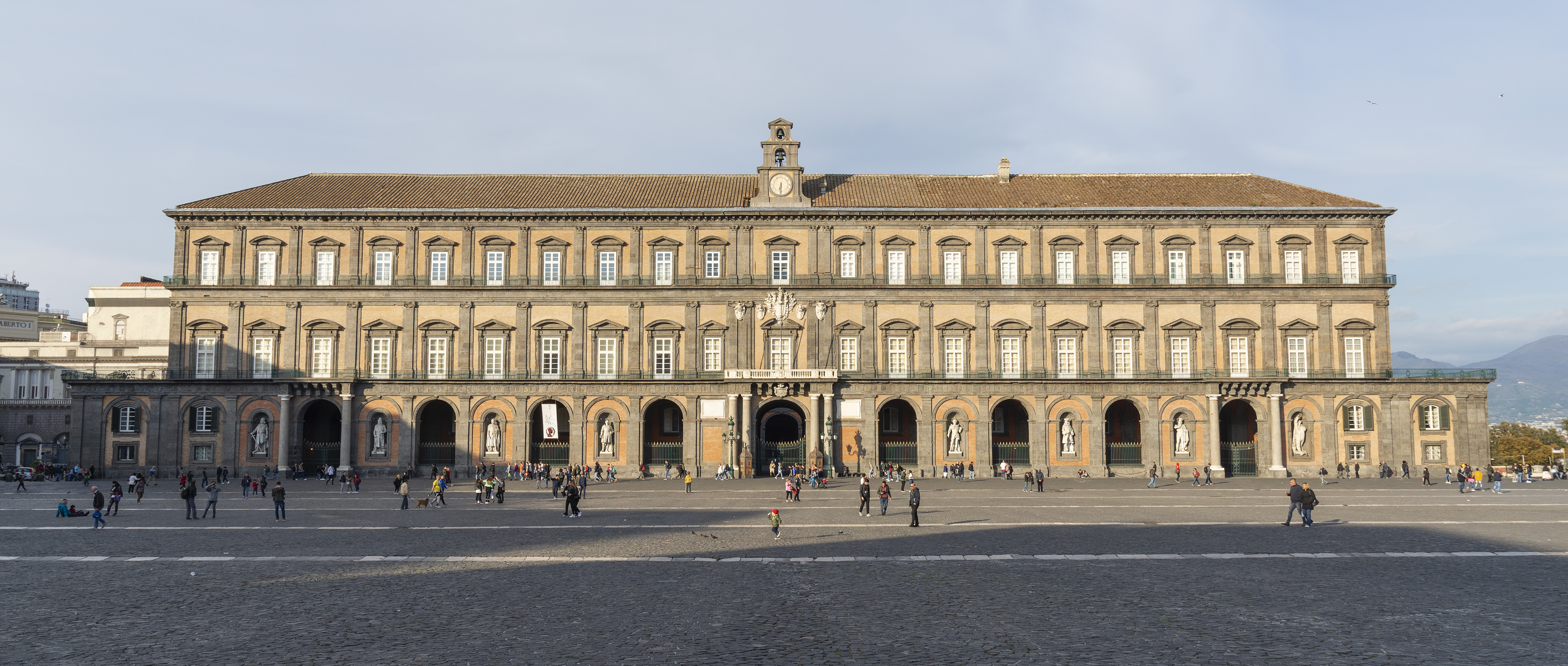
17e-eeuwse Palazzo Reale

“Een mens die Napels heeft gezien kan nooit meer treurig zijn”, aldus Goethe. In Napels schreef hij in zijn dagboek: “Vedi Napoli e poi muori! sagen sie hier. Siehe Neapel und stirb!”, waarmee de Napolitanen dan op de overweldigende schoonheid van hun plek doelden. Deze uitspraak (meestal vertaald als “Eerst Napels zien, en dan sterven”) wordt nog steeds gebruikt om aan te geven dat iets een grote indruk maakt. Er zijn verschillende Italiaanse films met deze titel. Zie ook Granada, waarvan wordt gezegd dat er geen grotere straf is dan er als blinde te wonen.
Qua cultuur heeft Napels nog steeds nauwe banden met Sicilië, en in het bijzonder Palermo. Napels geel, een pigment, heeft waarschijnlijk niets met de stad Napels te maken. De stad herbergt het theater San Carlo, het oudste nog steeds actieve operatheater van Europa, dat zijn hoogtijdagen beleefde voor 1861, de val van de Bourbons. Het theatergebouw heeft 2.900 plaatsen. In de Via San Pietro a Majella 35, vlak bij de Chiesa San Pietro a Majella, is het Conservatorio di San Pietro a Majella di Napoli.
De opening van de kabelspoorweg op de helling van de Vesuvius was de inspiratie voor het schrijven van het beroemde lied Funiculì Funiculà. Dit lied zou het begin worden van een traditie van veel beroemde Napolitaanse liederen, waaronder 'O sole mio, Santa Lucia en Torna a Surriento.

### Bezienswaardigheden
Met 17 km², waarvan 9,81 km² door de UNESCO is aangemerkt als wereldcultuurerfgoed, heeft Napels de grootste historische binnenstad van Europa. Verder zijn het uitzicht vanaf de berg Capodimonte, het Palazzo Reale uit de 17e eeuw en rechts daarvan het Castel Nuovo met de enorme ronde torens (13e eeuw) en het oude stadsdeel Santa Lucia beroemd. In het centrum staat eveneens het Palazzo Venezia, ooit de ambassade van de Republiek Venetië. Het Real Albergo dei Poveri is een monumentaal paleis uit de 18e eeuw bestemd voor de armenzorg.
De kathedraal van Napels is gewijd aan San Gennaro, de stadspatroon van de stad, die er ook begraven ligt. De katherdraal is gebouwd op de resten van eerdere kerken en heeft een kapel in barokstijl. Drie maal per jaar wordt het ritueel van het Bloedwonder uitgevoerd. Hierbij worden twee glazen ampullen met het bloed van de heilige aan het publiek getoond. Tijdens deze ceremonie wordt het bloed vloeibaar. Slechts zelden blijft het gestold en volgens een legende zou dit een teken zijn van naderende rampspoed.
In Napels heeft de president van Italië een officiële residentie: de Villa Rosebery. Aan de Piazza del Municipio (Gemeenteplein) staat het stadhuis. Dit huisvestte ooit alle ministeries van het Koninkrijk der Beide Siciliën. Op de tweede verdieping is een collectie herdenkingsmunten te bezichtigen.
Aan de Piazza del Plebiscito zijn te vinden het voormalig koninklijk paleis, de koninklijke en pauselijke basiliek Franciscus van Paola en het paleis van de prefectuur. Deze laatste diende in de 19e eeuw als koninklijk guesthouse. In de buurt staan het Teatro San Carlo en de Galleria Umberto I. De obelisken van de stad, waarvan de bekendste de grote obelisk van de Onbevlekte Ontvangenis, die van San Domenico en San Gennaro zijn, dateren uit de periode tussen de middeleeuwen en de barok. Napels telt ook enkele fonteinen: de fontana del Gigante, de fontana del Sebeto en de Neptunusfontein (Napels) zijn belangrijke voorbeelden van barokkunst, terwijl de grotere fontana dell'Esedra (900 m²) ontworpen door Carlo Cocchia en Luigi Piccinato geïnspireerd werd door de 18de-eeuwse fontein van het koninklijk paleis van Caserta.
Op de berg Vomero staan het kasteel Sant'Elmo en het voormalige Kartuizerklooster San Martino, thans museum. Op de helling staat de Villa Elena e Maria, die eveneens een uitzicht heeft over de baai van Napels en de Vesuvius.
Van de Griekse tijd zijn er nog enkele stenen van de ringmuur te vinden: Cippo a Forcella. Uit de Romeinse tijd stamt de tunnel Crypta Neapolitana. Aan de oostzijde is het Park van Vergilius of Parco Virgiliano met het zogenaamde graf van de dichter Vergilius. Eveneens uit de Romeinse tijd stamt het theater: de ondergrondse galerijen zijn voor een groot deel bewaard gebleven. Onder de stad ligt een netwerk van door de eeuwen heen in het tufsteen uitgehakte tunnels waarvan sommige al uit de Griekse tijd stammen, zoals het Bolla-aquaduct. Ook is er de Galleria Borbonica, een nooit afgemaakte tunnel die in de 19e eeuw het koninklijk paleis met de kazernes aan de andere kant van de berg Pizzofalcone moest gaan verbinden.

#### Musea
- Museo Archeologico Nazionale
- Museo di Capodimonte

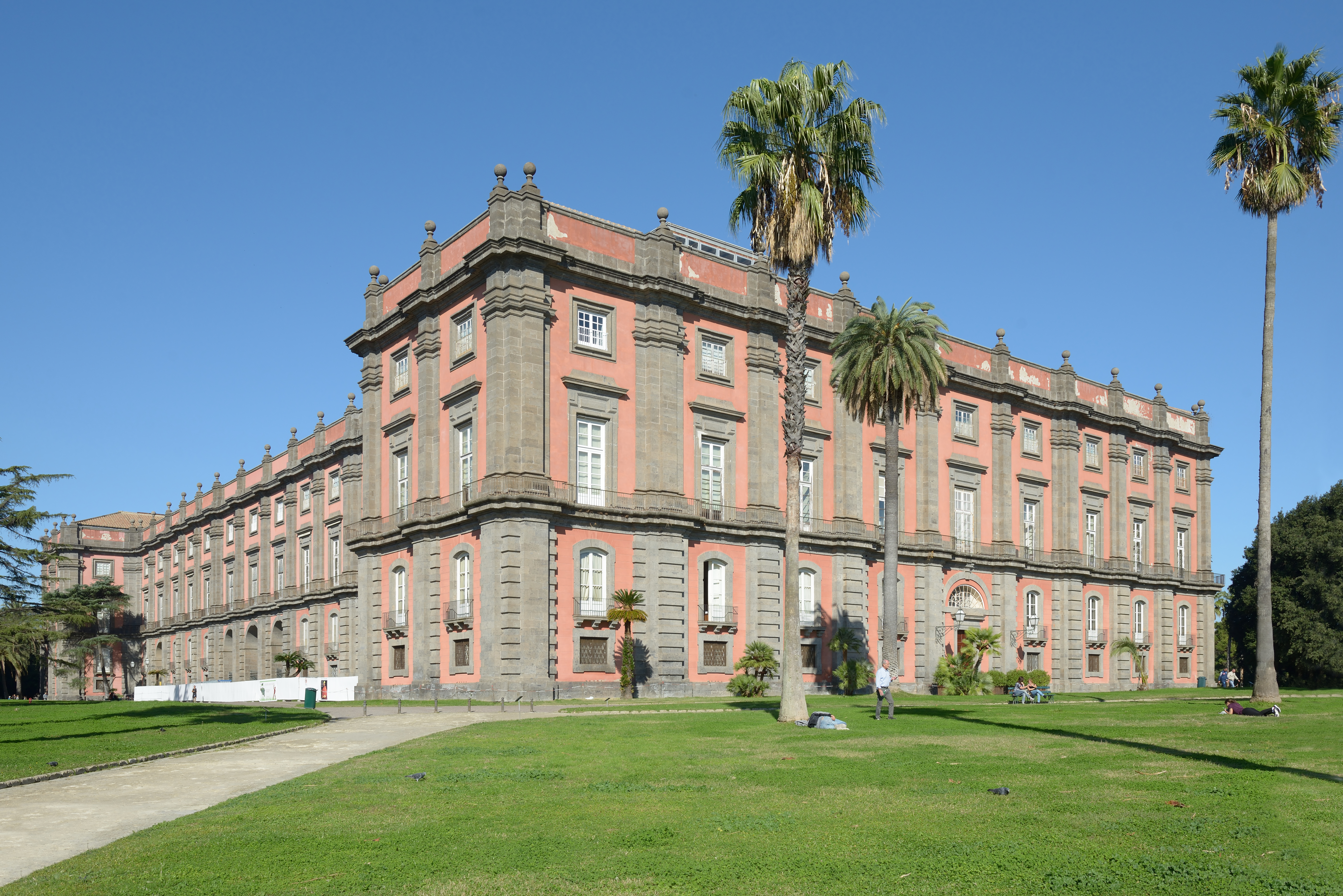
Het Museo di Capodimonte

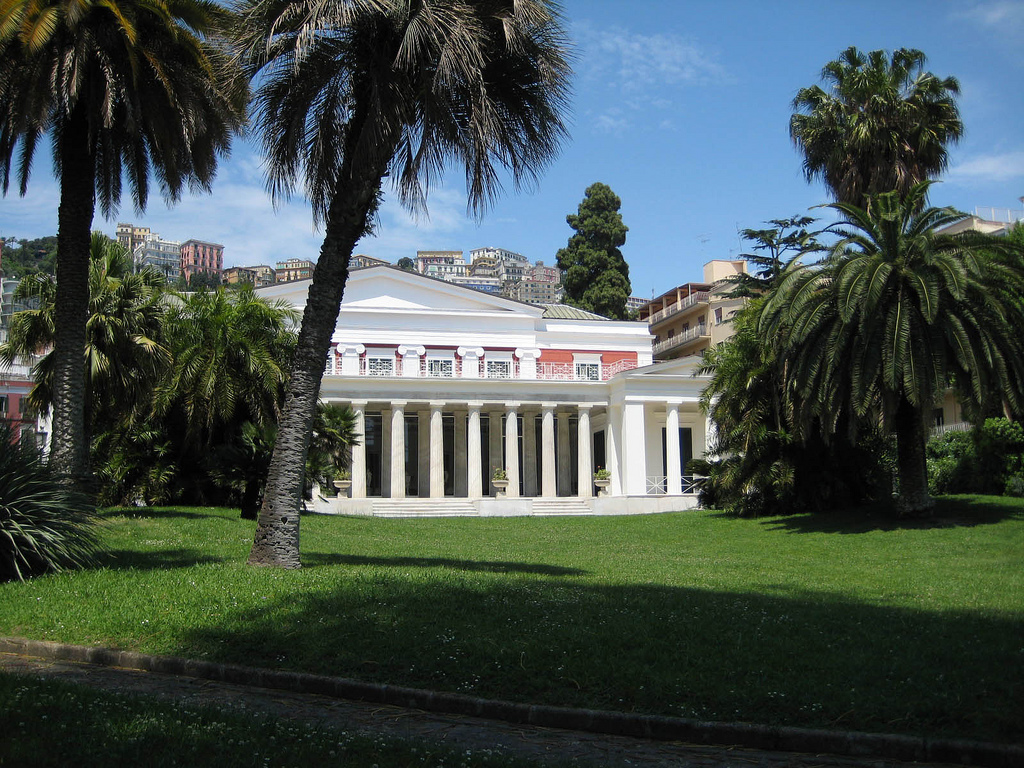
Villa Pignatelli

- Museum van het conservatorium San Pietro a Majella
- Certosa e Museo di San Martino
- Appartamento Reale, een deel van het voormalig koninklijk paleis van Napels.
- Koninklijk Paleis van Portici
- Museo di Villa Pignatelli
- Museo Civico Filangieri
- Museo Nazionale della Ceramica Duca di Martina
- Museo Civico (in het Castello Nuovo)
- Museo di Etnopreistoria
- Museo Artistico Industriale
- Quadreria dei Girolamini
- Musei di Antropologia, Mineralogia e Zoologia dell’Università Federico II
- Museo di Paleontologia dell’Università Federico II
- Museo Anatomico
- Museo d'Arte Conemporanea Madre (moderne kunst)
- Museo Gaetano Filangieri
- Museo del Sottosuolo

### Gastronomie

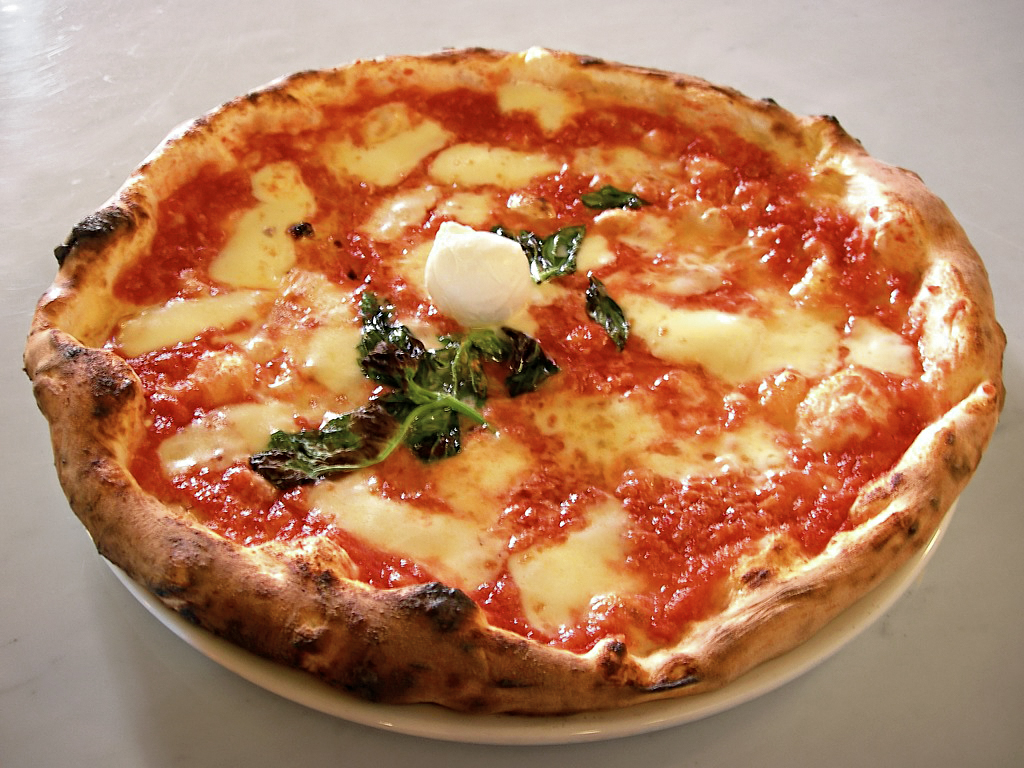
De Pizza margherita is een van de pizza's die door UNESCO erkend wordt als immaterieel cultureel erfgoed.

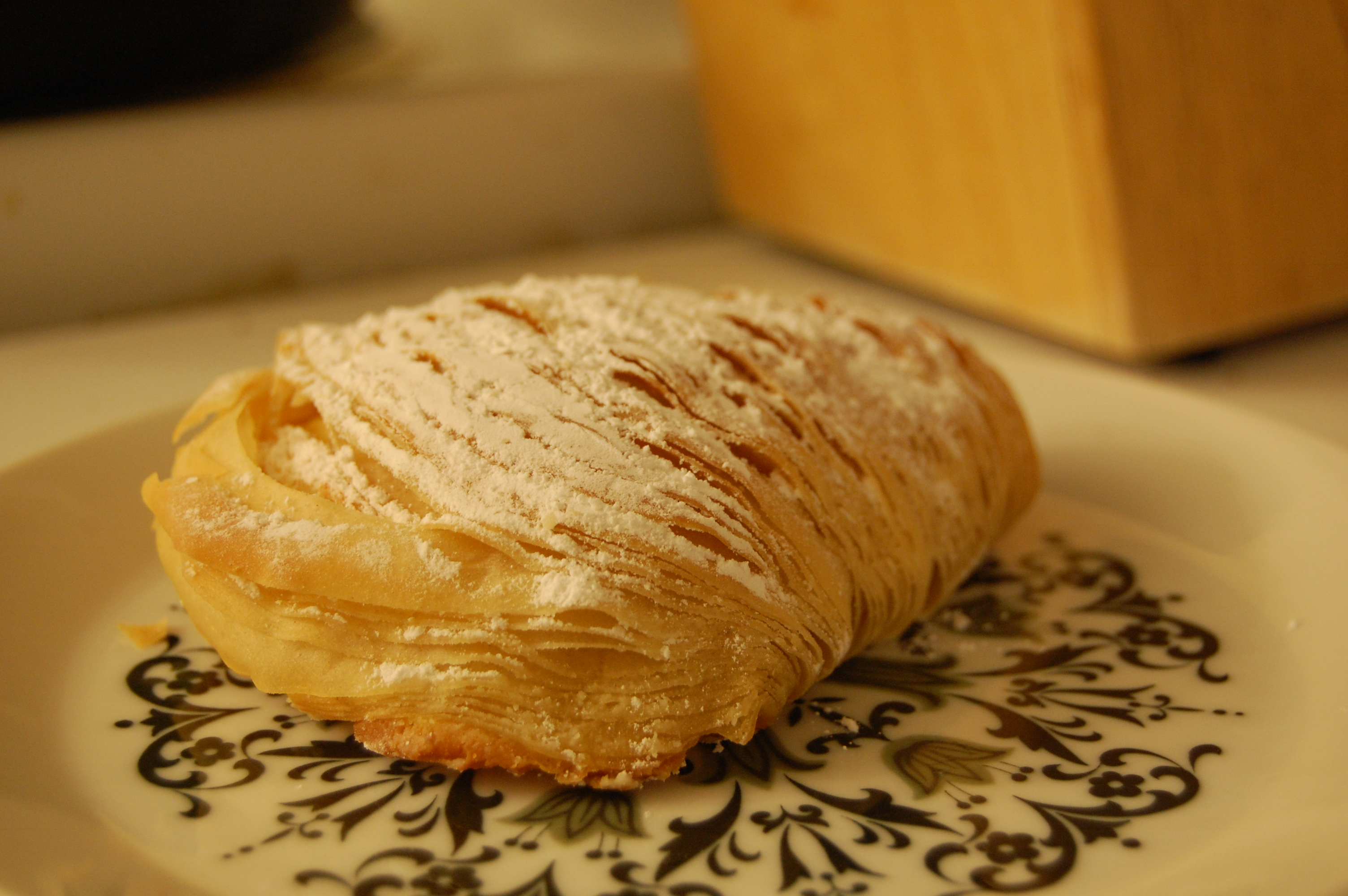
Sfogliatelle

Op het gebied van eten en drinken neemt Napels een vooraanstaande positie in. Veel typisch Italiaanse gerechten zijn uit deze stad afkomstig, of zijn via Napels bekend geworden. Het gaat hierbij vaak om simpele recepten die toch beroemd zijn geworden waardoor Napels een prominente plek in de Italiaanse keuken inneemt. Napels is de geboorteplaats van de espresso en misschien ook van de pizza. In de Napolitaanse keuken worden producten van het land en uit de zee gecombineerd. Daarnaast kent de stad een lange traditie van warme gerechten die op straat verkocht worden.
Misschien het bekendste gerecht is de Napolitaanse pizza. Hieronder vallen de pizza margherita, pizza marinara en de pizza margherita extra. Deze pizza’s zijn opgenomen op de lijst van immaterieel cultureel erfgoed van UNESCO en om iets een Napolitaanse pizza te mogen noemen moet deze aan strikte eisen voldoen en de juiste lokale ingrediënten bevatten. De pizza was oorspronkelijk een gerecht voor de armen maar onder koning Ferdinand I der Beide Siciliën werd het populair onder de elite.
Pasta is niet uitgevonden in Napels maar vlakbij in Gragnano is in de 19e eeuw wel de industriële productie van dit product begonnen. De ragù napoletano is een stoofschotel met vlees, tomatensaus en kruiden die vaak met pasta wordt gecombineerd. Een andere variant is de ragu salsiccia waarbij scherpe worst i.p.v. vlees wordt gebruikt Spaghetti vongole is gerelateerd aan heel Midden-Italië en wordt bereid met schelpdieren. Verder staat de stad bekend om de simpele pastasausen die de pasta voor de armen worden genoemd, zoals o.a. pasta met bonen (Pasta e fagioli) en Spaghetti alla puttanesca maar dan zonder vis.
Een sfogliatella is een gebakje van zeer fijn bladerdeeg met verschillende zoete vullingen. De Napolitanen kennen hun eigen variant van de Baba au rhum. De pastiera is een taart gevuld met ricotta. Een misverstand is dat het Napolitaans ijs, met chocola, aardbei en vanille in de stad ontstaan is. Dit gerecht komt namelijk uit Pruisen maar de naam werd bedacht in de Verenigde Staten.

## Parken en groenvoorzieningen
De stad heeft een veelvoud aan parken: het Capodimonte-park, een uitgestrekt park dat verschillende achttiende-eeuwse gebouwen omringt en met name het gelijknamige paleis, de Koninklijke Villa (nu beter bekend als Villa comunale), een stadstuin ontworpen door Carlo Vanvitelli, het Vergiliano-park in Piedigrotta, een klein groen gebied waar volgens de populaire traditie het graf van Vergilius wordt bewaard, of de villa Floridiana, de koninklijke botanische tuin en het regionale park Campi Flegrei.

## Sport

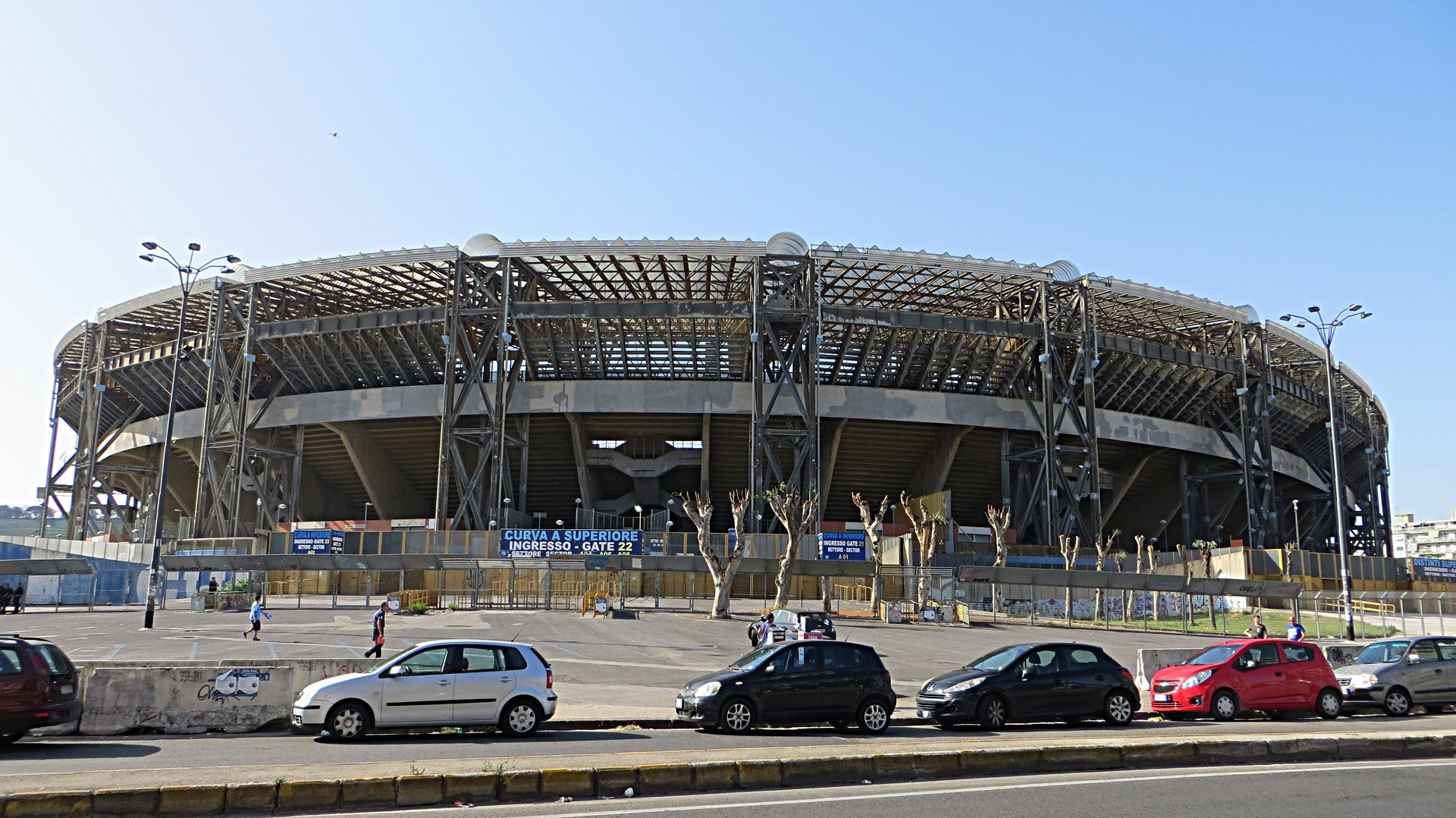
Het Stadio Diego Armando Maradona

In Napels is er een voetbalclub spelend in de Serie A en dat is SSC Napoli. Deze club speelt in het Stadio Diego Armando Maradona en is meervoudig Italiaans landskampioen. Beroemde voetballers die voor SSC Napoli hebben gespeeld, zijn onder anderen Diego Maradona, Ruud Krol en Dries Mertens. Toen Napoli speelstad was tijdens het EK voetbal van 1968 en 1980 en WK voetbal van 1990 werden de wedstrijden ook in dit stadion gespeeld. Voor het WK voetbal van 1934 werd het Stadio Giorgio Ascarelli gebruikt.
Napels was veelvuldig etappeplaats in wielerkoers Ronde van Italië. Dit was voorlopig voor het laatst het geval in 2025 toen de Australiër Kaden Groves er een rit won.
Jaarlijks vindt de Marathon van Napels plaats.

## Verkeer en vervoer
Napels is bereikbaar via de A1. Napels beschikt over de luchthaven Napels. Er zijn veel treinstations in Napels.
In het centrum zijn vier funiculairi (kabelspoorwegen) gebouwd die de benedenstad met de heuvels verbinden. De metro van Napels bestaat uit drie ondergrondse metrolijnen, aangevuld met enige voorstadslijnen. In de jaren negentig werd een ingrijpend renovatieplan voor de metro opgesteld; de infrastructuur is inmiddels uitgebreid en sterk verbeterd, de tariefstructuur werd uniform en de P+R-voorzieningen namen toe.
Napels heeft van oudsher een tramnet en een trolleybusnet die nog steeds in dienst is en gemoderniseerd wordt.

## Onderwijs
In Napels is de Universiteit van Napels Federico II gevestigd, de oudste universiteit ter wereld die opgericht werd door een staat. Er is ook L'Orientale, de oudste universiteit voor sinologie en oosterse studies in Europa, en Nunziatella, een van de oudste militaire academies ter wereld.
Belangrijk op het vlak van mariene biologie is het Stazione Zoologica Anton Dohrn, dat zich bevindt in het park van de Villa comunale.

## Partnersteden
- Buenos Aires (Argentinië), sinds 1990
- Sarajevo (Bosnië en Herzegovina)
- Kagoshima (Japan)

## Bekende personen uit Napels

### ereburgers
- Dries Mertens (2025) [6][7]